# Вале Кашпалат
Вале Кашпалат — балка (річка) в Україні у Болградському районі Одеської області. Ліва притока річки Чаги (басейн Чорного моря).

## Опис
Довжина балки приблизно 13,39 км, найкоротша відстань між витоком і гирлом — 10,93  км, коефіцієнт звивистості річки — 1,23 . Формується декількома струмками та загатами. На більшості ділянок балка пересихає.

## Розташування
Бере початок у селі Нові Каплани. Тече переважно на південний захід через долину Кашпалат і на південно-східній стороні від села Роща впадає у річку Чагу, ліву притоку річки Когильника.

## Цікаві факти
- На балці існують газгольдери та газові свердловини[3].